# La Mata (Osor)
La Mata és casa obra d'Osor (Selva) inclosa a l'Inventari del Patrimoni Arquitectònic de Catalunya.

## Descripció
És un edifici aïllat de dues plantes i coberta de doble vessant a laterals (en dos nivells), format per dos cossos adossats i situat a 500 m. al nord del poble d'Osor. Les façanes, tot i que en molt mal estat, són arrebossades, a excepció feta dels marcs d'algunes obertures, que són de pedra.
De la façana principal destaca el portal adovellat de mig punt, amb brancals de pedra i arc de rajola, i una de les finestres del primer pis, amb l'ampit motllurat. Presenta també una gran xemeneia de rajoal arrebossada de planta quadrada. Actualment està abandonada i en procés d'enrunament. El sostre està parcialment caigut.

## Història
L'edifici es pot datar del segle xix, reformat sobre l'antiga masia dels segles XIV-XVIII. Actualment està mig enrunada i coberta de vegetació. Tant que costa d'arribar als voltants de la casa.
Els membres de la família Mata tenien la categoria de cavallers (milites) i està documentada des de principis del segle xiv (1316, Bernat i Elissendis de Matha). Fou coneguda sobretot per un conflicte o plet per la jurisdicció d'uns molins. Originalment estava subdivida en dues cases, la Mata d'avall i la Mata d'amunt. A finals del segle xvi la família va prendre el cognom de Vilademany.
A la Mata s'han documentat algunes de les accions furtives del bandoler i trabucaire local del segle xix anomenat "en Becaina". Fins i tot, s'explica que un cop detingut, mort i esquarterat, van repartir els seus trossos pel terme d'Osor i hi havia un tros de crani en un orifici damunt la porta principal de la Mata. Actualment és propietat de la família Obiols.